# Friedhof (Marktsteft)

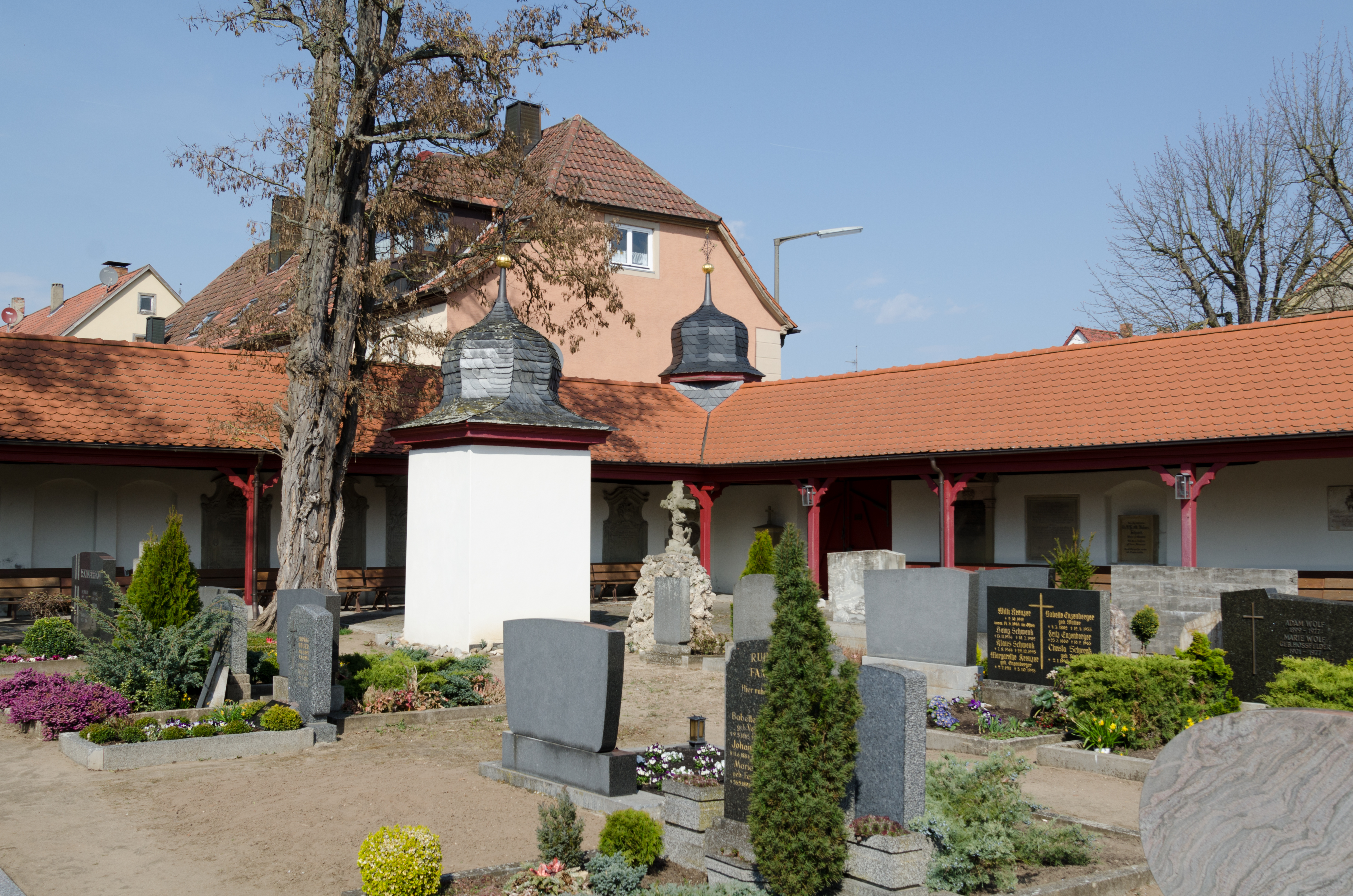
Der Friedhof in Marktsteft

Der Friedhof in Marktsteft ist ein historisch bedeutsamer Bestattungsplatz am Rand des Altortes der unterfränkischen Stadt. Er wurde 1584 an der heutigen Hauptstraße errichtet.

## Geschichte
Die Geschichte des Friedhofs in Marktsteft ist eng mit den Entwicklungen des 16. Jahrhunderts verbunden. Noch zu Beginn des Jahrhunderts war es üblich, die Toten um die Kirche inmitten der Dörfer und Städte zu bestatten. Eine große Pestwelle in Franken führte zu einem Anstieg der Totenzahlen, sodass eine Verlegung vor den dicht bebauten Altort nötig wurde. Zugleich löste die Reformation das bisher von der Kirche propagierte Dogma der Einheit von Lebenden und Toten auf. Es dauerte jedoch noch bis zum 17. Jahrhundert, bis diese Veränderungen sich auf den Bestattungsplatz in Marktsteft auswirkten.
Die Verlegung an den heutigen Standort fand wohl im Jahr 1584 statt, was eine Inschrift in der Friedhofsmauer belegt. Erst zu Beginn des 17. Jahrhunderts erhielt der neue Friedhof ein sogenanntes Predigthäuslein. Hierdurch wurde es den jeweiligen Pfarrern ermöglicht, die Totenmesse direkt auf dem Bestattungsplatz abzuhalten. Der Friedhof wurde seit dem 16. Jahrhundert durchgängig belegt. Er wird vom Bayerischen Landesamt für Denkmalpflege als Baudenkmal eingeordnet und bildet den südlichen Abschluss des Marktstefter Ortskern-Ensembles.

## Beschreibung

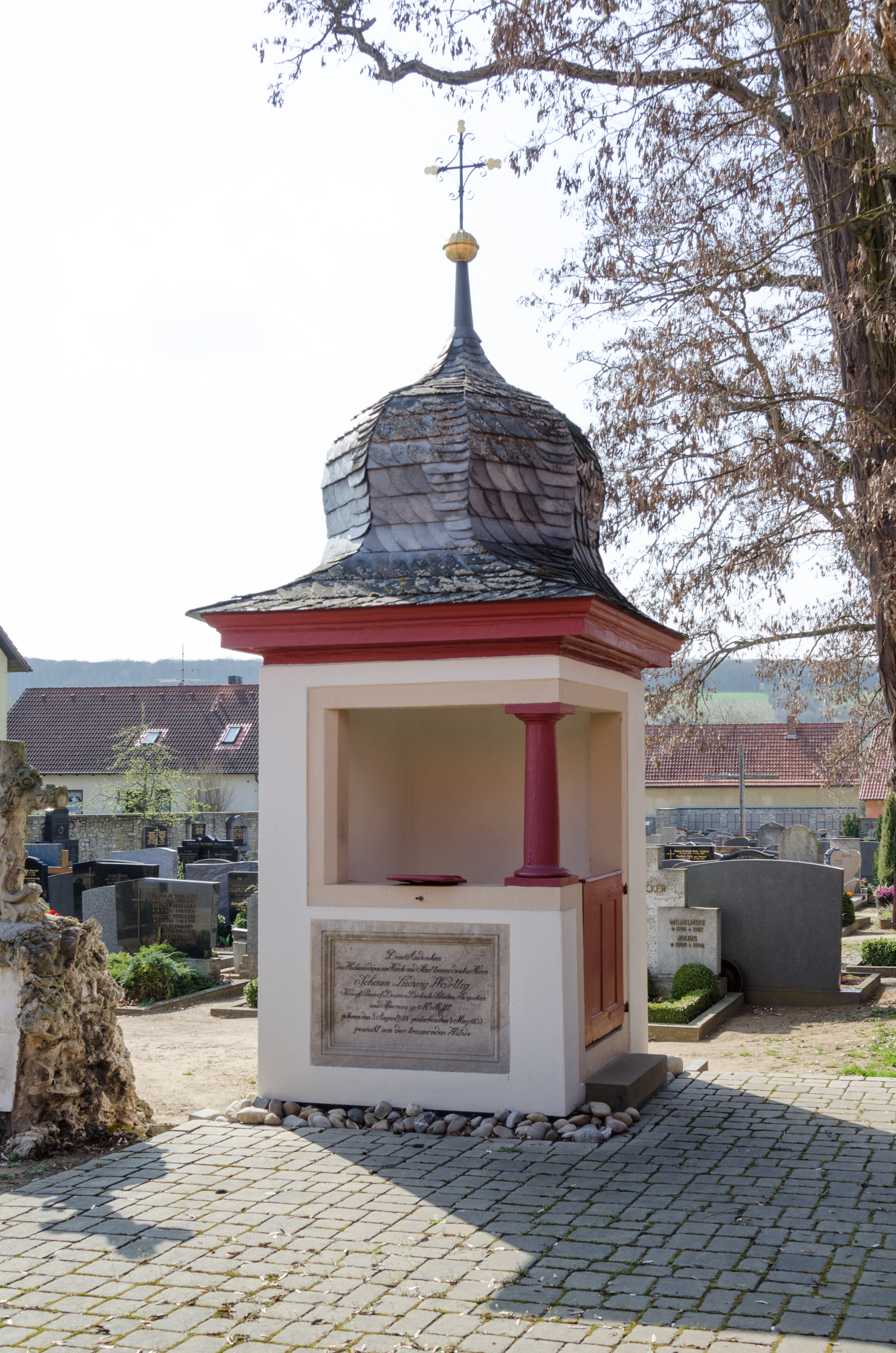
Die Friedhofskanzel in Marktsteft

### Arkade
Der Marktstefter Friedhof wird durch einen Einlass in der Friedhofsmauer betreten, der von einer Schieferhaube überdacht wird. Die Mauer wird im Norden und Osten von einem Schieferdach überspannt, wodurch eine sogenannte Friedhofsarkade entsteht. Die Arkade stammt aus der zweiten Hälfte des 16. Jahrhunderts, mehrere Holzsäulen bilden die Dachstützen im Kircheninneren. Unterhalb der Arkade wurden die besonders wertvollen Grabdenkmäler und Epitaphien untergebracht, wodurch sie vor Wind und Wetter geschützt sind. In den Arkaden wurden Holzbänke aufgestellt.

### Friedhofskanzel
Aus dem Jahr 1603 stammt die Friedhofskanzel im Zentrum des Bestattungsplatzes, die ein typisches Element des lutherischen Friedhofes in Unterfranken darstellt. Sie wurde auf einem rechteckigen Grundriss errichtet und weist eine Öffnung in Richtung der Arkaden auf, die von einer schmalen Rundsäule unterbrochen wird. Die Arkade schließt mit einer welschen Haube ab. Diese wurde aus Schiefer gearbeitet und schließt mit einer Kugel und einem Kreuz ab. Der Korpus der Friedhofskanzel wurde mit einer Inschrift ausgestattet. Sie lautet:
„Dem Andenken/ des Hochwürdigen, um Kirche und Staat treuverdienten Herrn/ Johann Ludwig Wittig/ Königl. Baier. Decans Districts Schulen-Inspectors/ und Pfarrers zu M.tStefft/ geboren den 3. August 1788 gestorben den 7. May 1837/ geweiht von der trauernden Witwe“. Wahrscheinlich verweist der Inschriftenstein auf eine Erneuerung der Kanzel im 19. Jahrhundert.